# الیوت (مریلند)
الیوت (به انگلیسی: Elliott) یک منطقهٔ مسکونی در ایالات متحده آمریکا است که در مریلند واقع شده‌است. الیوت ۰٫۹ کیلومتر مربع مساحت و ۵۲ نفر جمعیت دارد و ۱٫۲۲ متر بالاتر از سطح دریا واقع شده‌است.